# Stazione di Roma San Pietro
Stazione di Roma San Pietro vasútállomás Olaszországban, Rómában. Nevét a közeli Szent Péter-bazilikáról kapta. Ez az állomás kapcsolja össze az olasz vasutat az egyetlen állomásból álló vatikáni vasúthálózattal.

## Vasútvonalak
Az állomást az alábbi vasútvonalak érintik:
- Pisa–Róma-vasútvonal
- Viterbo–Róma-vasútvonal
- Cintura Nord
- Vatikán vasúti közlekedése

## Kapcsolódó állomások
A vasútállomáshoz az alábbi állomások vannak a legközelebb:
- Vatikánvárosi vasútállomás
- Stazione di Roma Aurelia (Stazione di Civitavecchia, FL5)
- Stazione di Valle Aurelia (Stazione di Viterbo Porta Fiorentina, FL3)
- Stazione di Roma Trastevere (Stazione di Roma Termini, FL5)
- Stazione di Quattro Venti (Stazione di Roma Tiburtina, FL3)
- Roma Trastevere Scalo train station